# Скрытый трек
Скры́тый трек (иногда также секретный трек, трек-призрак) — музыкальный (как правило, песенный) фрагмент на компакт-диске, аудиокассете, виниловой записи или другом музыкальном носителе, опубликованный таким образом, чтобы затруднить возможному слушателю его обнаружение. В некоторых случаях данный фрагмент просто не приводится в перечне композиций данного издания; в других случаях используются более замысловатые методики. В отдельных редких случаях скрытые треки являются лишь результатом каких-либо ошибок в мастеринге аудиозаписи.
В ряде случаев сложно судить, можно ли считать тот или иной трек скрытым. Например, композиция «Her Majesty» (считающаяся одним из первых классических примеров использования данной техники) из альбома Abbey Road группы «Битлз» изначально не упоминалась в описании альбома, однако впоследствии обрела определённую популярность и в настоящее время публикуется в переизданиях альбома как отдельная композиция.

## Причины использования
В большинстве случаев скрытые треки включаются в музыкальное издание лишь для того, чтобы удивить слушателя или с целью создания комического эффекта. Однако, иногда включение скрытых треков происходит и по другим причинам:
- В отдельных случаях скрытые треки используются для того, чтобы включить в издание какой-либо запрещённый материал. Например, в американском издании альбома Loco Live группы Ramones песня «Carbona Not Glue» опубликована в виде скрытого трека (после песни «Pet Sematary», семнадцатый трек[1]) в связи с тем, что слово Carbona являлось зарегистрированной торговой маркой и открытая публикация этой песни оказалась бы незаконной.
- Иногда упоминание о песне не приводится в описании альбома в связи с тем, что композиция включается в альбом в самый последний момент, когда сопровождающие полиграфические материалы уже отпечатаны. Таковы, например, композиции «Train in Vain» в первом издании альбома London Calling группы The Clash[2] и песня «Freedom» из альбома Driving Rain Пола Маккартни.
- Иногда песня включается в альбом в виде скрытого трека из-за низкого качества записи (как правило, в таких случаях речь идёт о «живом» исполнении); такова композиция «All By Myself» из альбома Dookie группы Green Day.
- Композиция «Bite Me» в альбоме Off the Deep End «Странного Эла» Янковича (заключающаяся в шестисекундном громком крике) была опубликована в виде скрытого трека, звучащего через десять минут после последней композиции, с целью напугать слушателей, забывших отключить CD-проигрыватель[3].
- Альбом The X-Files: The Album (содержащий музыку из саундтрека к фильму «Секретные материалы: Борьба за будущее», вышедшему на экраны через две с половиной недели после официального выхода диска) содержит необычный скрытый трек, который начинает звучать на 10 минуте и 13 секунде последней композиции (примерно через пять минут после её окончания). Данный трек состоит из комментариев создателя сериала «Секретные материалы» Криса Картера, который раскрывает отдельные детали мифологии сериала[4]. Целью включения данного трека было как порадовать убеждённых фанатов сериала, так и заинтересовать возможных новых поклонников (которым нужно было бы более детально ознакомиться с сериалом, чтобы понять смысл разъяснений). Можно сказать, таким образом, что данный скрытый трек был маркетинговым ходом. Начало данного трека именно на 10:13 последней композиции обыгрывает название продюсерской компании «Ten Thirteen Productions», основанной Картером в 1993 году.
- Композиция Скипа Спенса «Land of the Sun» была включена в качестве скрытого трека в трибьют-альбом More Oar: A Tribute to the Skip Spence Album[5], подготовленного с целью помочь Спенсу с оплатой медицинских услуг (альбом был записан за несколько дней до смерти Спенса и выпущен вскоре после его смерти; Спенс, однако, успел послушать его). На включении данной песни настоял продюсер Билл Бентли, который посчитал, что это станет многозначительным завершением альбома.
- Группа Coldplay включила целых два скрытых трека («Chinese Sleep Chant» и «The Escapist») в свой альбом Viva La Vida. По разъяснениям участников группы, они пытались увеличить ценность альбома (включив в него две «бесплатных» песни), чтобы поднять продажи «за те же деньги»[6].

## Технология создания
Виниловые пластинки могут быть многосторонними — на стороне пластинки в реальности имеется две различных дорожки (при этом то, что услышит слушатель, будет зависеть от того, в какую точку пластинки попадёт игла звукоснимателя). Примечательными примерами подобной техники являются альбомы The Monty Python Matching Tie and Handkerchief (группы «Монти Пайтон», 1973 год) и Opiate (группы Tool, 1992 год).
На индексируемых носителях (таких как компакт-диски) используются другие способы:
- Создание отдельной индексной точки для композиции, которая не упоминается в описании альбома.
- Помещение скрытой песни в конце какого-либо из треков (обычно последнего, но это не обязательно) после относительно долгого периода тишины. Такова, например, композиция «Endless, Nameless» в альбоме Nevermind группы «Нирвана»[9].
- Помещение скрытой композиции в пространство между индексированными позициями аудиодиска (чаще всего — в пространство перед первой проиндексированной композицией; такие случаи нередко упоминаются как Track 0 или Hidden Track One Audio). Подобные композиции могут быть обнаружены и прослушаны лишь при помощи «ручной» промотки содержимого диска назад; на некоторых моделях проигрывателей подобные скрытые треки вообще не могут быть озвучены. Примером использования подобной техники может послужить композиция «Me, White Noise» в альбоме Think Tank группы Blur.
- Использование многих пустых индексированных областей диска (воспринимаемых аудиопроигрывателем как полноценные, но пустые треки с одной лишь 2-секундной тишиной). Такой приём использовался, например, в альбоме Гленна Данцига Danzig 4, где композиция «Invocation» звучала лишь 66-м треком после множества пустых треков[10].
- Возможно также создание таких аудиодисков, на которых скрытые треки могут прослушиваться лишь с помощью компьютера.

## Известные или примечательные скрытые треки
- Композиция «Her Majesty» группы «Битлз» (из альбома Abbey Road) нередко считается первым скрытым треком в истории популярных звукозаписей (композиция звучит через 14 секунд после окончания финальной песни «The End»; в оригинальных изданиях альбома данная композиция никак не упоминалась, хотя и была выделена в отдельный трек в поздних переизданиях). Ещё более ранним примером скрытого трека в творчестве «Битлз» можно считать окончание песни «A Day in the Life» из альбома Sgt. Pepper’s Lonely Hearts Club Band, где после затухания финального аккорда (длящегося около 40 секунд) сначала звучит пауза, затем следует несколько секунд ультразвука, а после него — небольшой отрывок записи, в котором участники группы поют что-то нечленораздельное, при этом при каждом повторении записанного фрагмента меняется его стереопозиция (сначала от центра влево, потом к центру и направо); данный фрагмент в официальной дискографии «Битлз» никогда не обозначался, его авторство доподлинно неизвестно.
- Песня «Draw the Line» группы Aerosmith была опубликована в концертном компиляционном альбоме Live! Bootleg (1978 год) в виде скрытого трека.
- Песня «Whoops Now» в альбоме janet. Джанет Джексон представлена в виде скрытого трека. Впоследствии она была опубликована в виде сингла (вместе с песней «What’ll I Do»); данный сингл достиг девятой позиции в британском чарте синглов и первой позиции в новозеландском чарте синглов.
- Песня «Endless, Nameless» в альбоме Nevermind группы Нирвана опубликована в виде скрытого трека.
- Песня «I’ll Be There for You» американской группы The Rembrandts обрела большую популярность в 1995 году из-за её использования в сериале «Друзья». В связи с этим группа решила добавить её в свой третий альбом LP (1995 год) в самый последний момент, когда печатные материалы для альбома были уже готовы. В результате песня оказалась скрытым треком (впрочем, поверх пластиковой упаковки альбома всё же был наклеен стикер, рекламирующий эту песню).
- Один из двух скрытых треков в альбоме The Miseducation of Lauryn Hill (1998 год) американской исполнительницы Лорин Хилл, кавер-версия песни «Can’t Take My Eyes Off You», был номинирован на премию «Грэмми» в 1999 году в категории «Лучшее женское вокальное поп-исполнение». Это — первый случай, когда какой-либо из скрытых треков был номинирован на «Грэмми».
- Песня «Mr. E’s Beautiful Blues» американской группы Eels была выпущена в виде скрытого трека в альбоме Daisies of the Galaxy (2000 год)[11]. К тому времени композиция уже пользовалась определённой популярностью, так как была выпущена на сингле, достигшем 11 позиции в британском чарте синглов.
- Кавер-версия песни «Big Yellow Taxi» (авторства Джони Митчелл) была выпущена группой Counting Crows в альбоме Hard Candy (2002 год) в виде скрытого трека.
- Песня «Eeyore» группы Slipknot из одноимённого альбома Slipknot была опубликована в виде скрытого трека.
- Песня «Skin (Sarabeth)» группы Rascal Flatts была опубликована в альбоме Feels Like Today (2004 год) как скрытый трек. В середине 2005 года альбом был переиздан уже с упоминанием данной песни; одновременно она была выпущена в виде сингла[12].
- «The Goblin King» с участием группы Rammstein является скрытым треком в песне «Dying Breed» шотландской группы Nazareth в альбоме The Newz (начинается с 9:05). Виниловое издание альбома этого трека не содержит.
- Ряд альбомов российского рэп-исполнителя Noize MC содержит скрытые треки: к таковым относятся, например, «3П» и «Мы всего добились сами» в альбоме The Greatest Hits Vol. 1 и трек «Mерседес S666» в «Последнем альбоме».